# Madayi
Madayi es una ciudad censal situada en el distrito de Kannur en el estado de Kerala (India). Su población es de 35888 habitantes (2011). Se encuentra a 25 km de Kannur.

## Demografía
Según el censo de 2011 la población de Madayi era de 35888 habitantes, de los cuales 16168 eran hombres y 19720 eran mujeres. Madayi tiene una tasa media de alfabetización del 94,13%, superior a la media estatal del 94%: la alfabetización masculina es del 96,64%, y la alfabetización femenina del 92,15%.